# Соулон (Ајова)
Соулон (енгл. Solon) град је у америчкој савезној држави Ајова. По попису становништва из 2010. у њему је живело 2.037 становника.

## Демографија
Према попису становништва из 2010. у граду је живело 2.037 становника, што је 860 (73,1%) становника више него 2000. године.
| Група             | 2000.         | 2010.         |
| Белци             | 1.160 (98,6%) | 1.975 (97,0%) |
| Афроамериканци    | 3 (0,3%)      | 6 (0,3%)      |
| Азијати           | 0 (0,0%)      | 7 (0,3%)      |
| Хиспаноамериканци | 2 (0,2%)      | 31 (1,5%)     |
| Укупно            | 1.177         | 2.037         |